# كريت برومي (مشرحات)
كريت برومي (بالفارسية: کریت برومی) هي منطقة سكنية تقع في إيران في قسم مشرحات الريفي. يقدر عدد سكانها بـ 2,185 نسمة .